# Calamus pycnocarpus
Calamus pycnocarpus är en enhjärtbladig växtart som först beskrevs av Caetano Xavier Furtado, och fick sitt nu gällande namn av John Dransfield. Calamus pycnocarpus ingår i släktet Calamus och familjen Arecaceae. Inga underarter finns listade i Catalogue of Life.